# Humboldtova výšina
Humboldtova výšina je jizerskohorské návrší nad Libercem u kamenolomu v Ruprechticích, na kterém v letech 1887–1902 a 1905–1932 stála rozhledna.

## Rozhledna

### Historie
První rozhledna, s výškou pouhých pět metrů, byla na návrší zkonstruována v roce 1887. Rozebrána byla již v roce 1902.
Druhá rozhledna, kterou nechal zřídit továrník Salomon, byla postavena již tři roky poté, tedy v roce 1905. Měřila 14 metrů, z toho 2,5 metru byla vysoká pouze podezdívka. Zbourána byla v roce 1932.
V roce 2012 zaměstnanci přilehlého lomu místo upravili a postavili pomník.

### Současný stav
Místo se nachází u příjezdové komunikace do lomu. Stále jsou na něm přítomny zbytky podezdívky druhé rozhledny a pomník připomínající zdejší rozhledny.

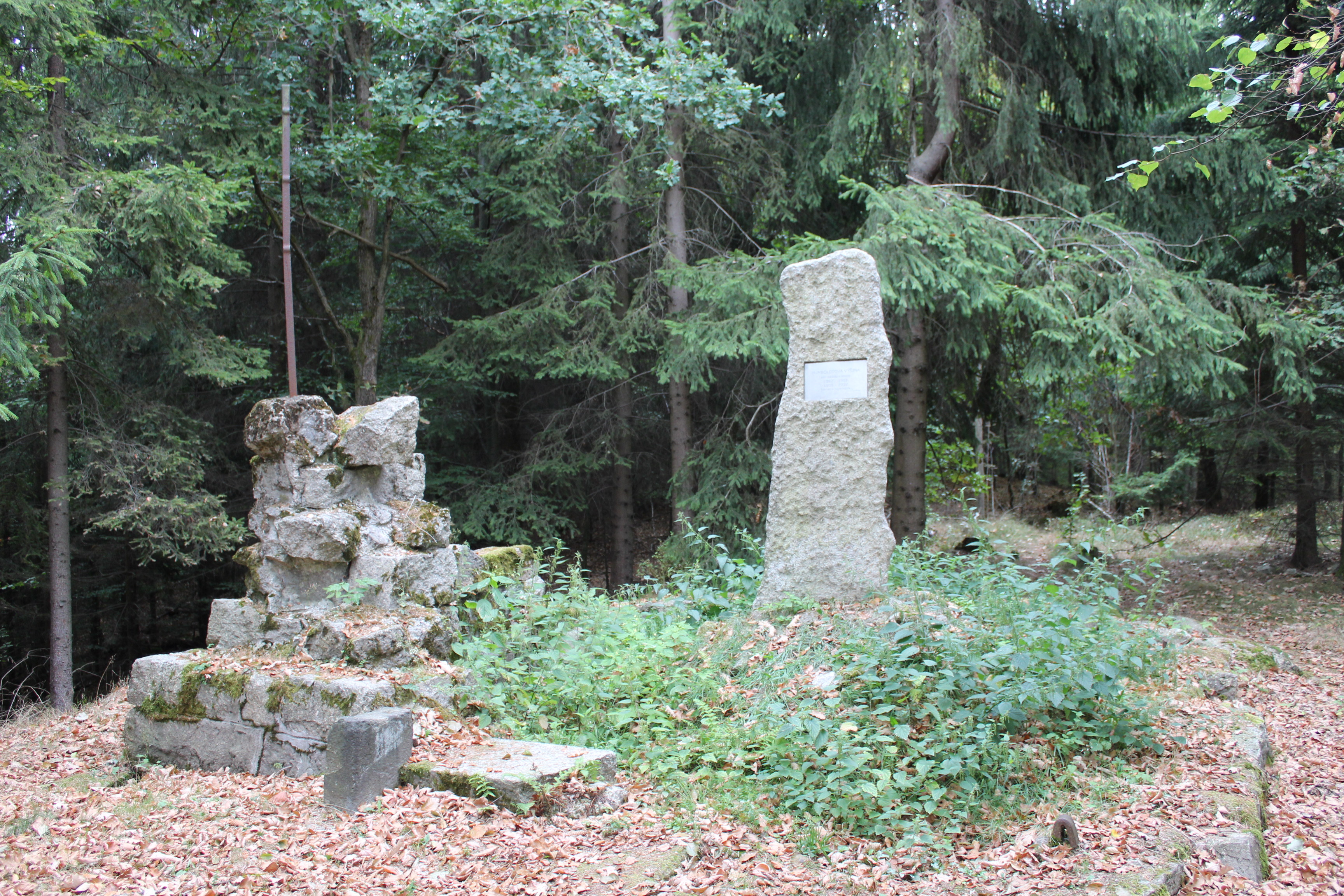
Celkový pohled
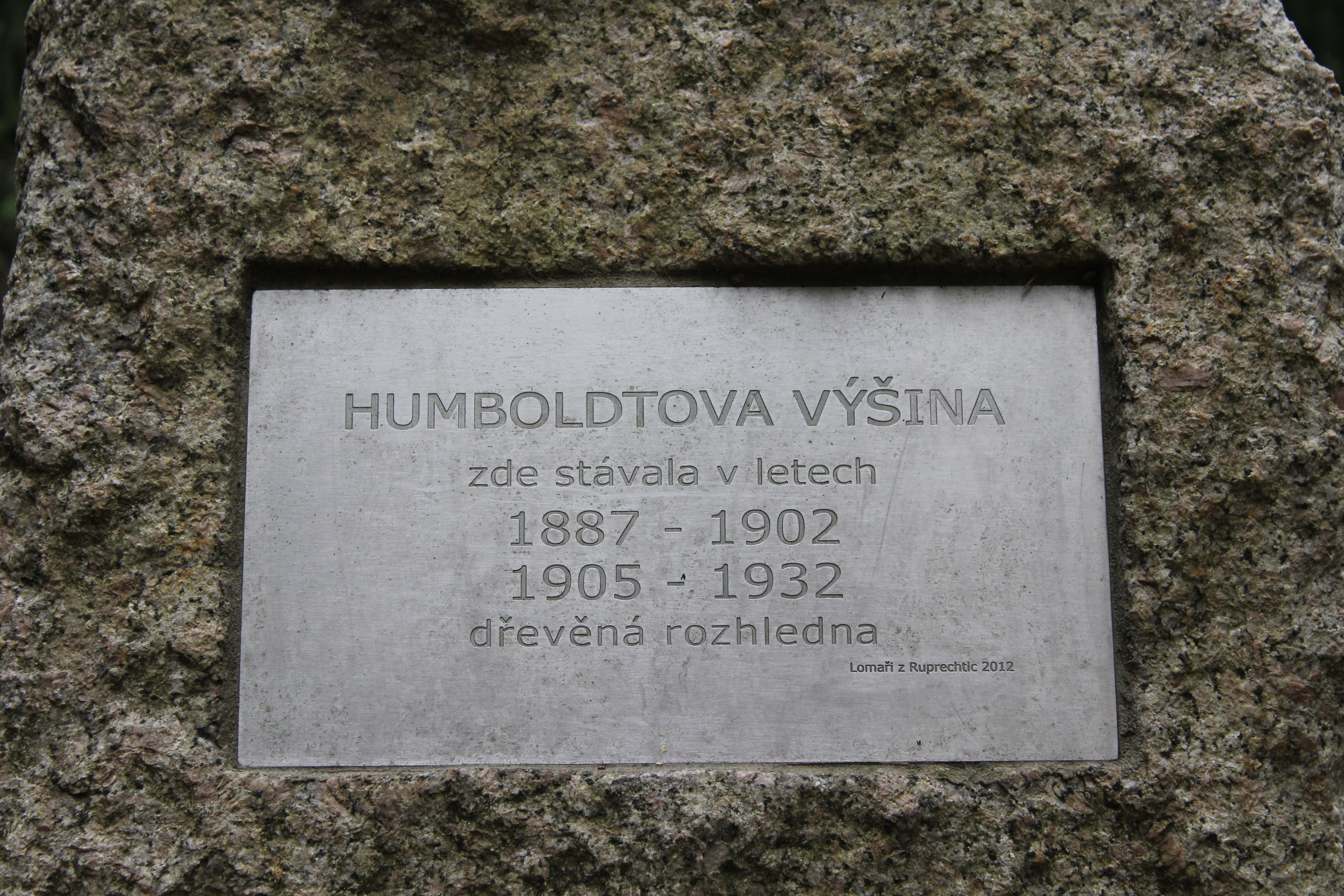
Text na pomníku
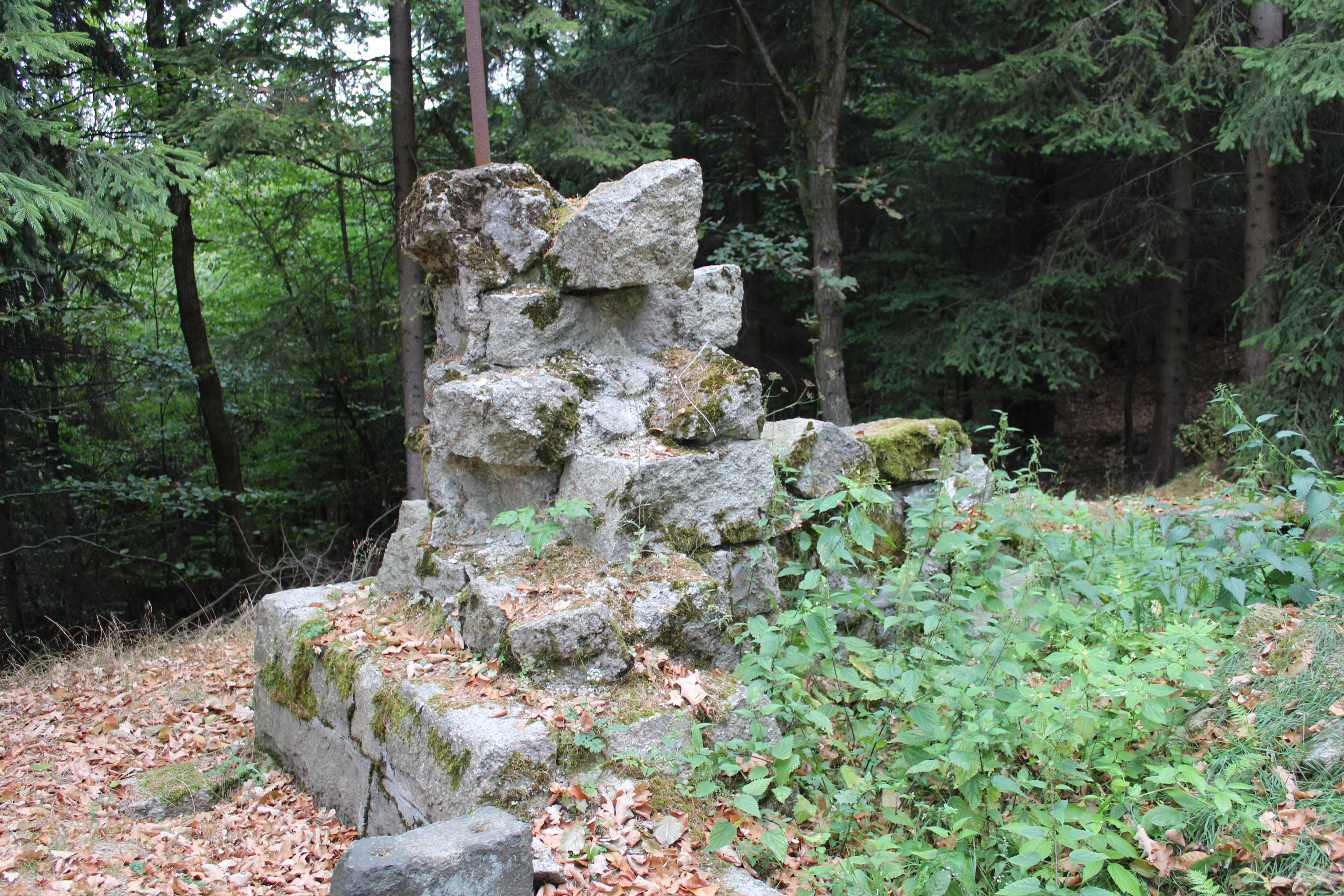
Zbytky podezdívky